# Onsen tamago
Onsen tamago (温泉卵 eller 温泉玉子) er æg, der koges i Japans varme kilder, onsen.
I modsætning til almindelige kogte æg foregår kogningen som regel omkring en time ved temperaturer mellem 60 og 70 °C, hvorved æggehvide og æggeblomme kun stivner lidt og får en forholdsvis blød konsistens. Samtidig giver mineralerne i vandet en æggene en alt efter kilden mere eller mindre salt-svovlagtig smag. I kursteder som Beppu sælges disse æg fra boder på gaderne.
I dalen Oowanku-dani (大涌谷) i nærheden af Hakone findes der særlige onsen tamago, såkaldte sorte æg (黒玉子, kuro tamago), hvor sulfat og jernioner i kilder farver skallen sort. På grund af varmen i kilden er de hårdkogte.
I det vestlige gourmetkøkken blev tilberedningen af onsen tamago overtaget og forfinet, da metoden ved at koge med lave temperaturer blev udbredt der. F.eks. serverer den prisbelønnede tyske kok Christian Lohse afskallede onsen tamago paneret i panko og kort friturestegt, hvilket giver de meget bløde æg en tynd sprød skope.